# Saint-Broingt-le-Bois
Saint-Broingt-le-Bois é uma comuna francesa na região administrativa de Grande Leste, no departamento de Haute-Marne. Estende-se por uma área de 4,49 km². Em 2010 a comuna tinha 72 habitantes (densidade: 16 hab./km²).